# Jerónimo Vidal
Jerónimo Vidal Torró (Valencia, 31 luglio 1976) è un pilota motociclistico spagnolo ritiratosi dall'attività agonistica.

## Carriera
Per quanto riguarda le competizioni del motomondiale, esordisce nel 1997, nella classe 125 con una Aprilia, usufruendo di una wild card per partecipare al GP di Spagna. Nella stessa stagione si classifica ventesimo nel campionaro Europeo.
Nel motomondiale 1998 gareggia per tutta la stagione, sempre nella stessa classe e sempre con una Aprilia (casa a cui sarà fedele per tutte le stagioni iridate nel motomondiale) del team Valencia Aspar e conclude al 26º posto della classifica.
Nella stagione 1999 giunge sedicesimo conquistando una cinquantina di punti. Contestualmente al mondiale, è impegnato nell'analoga cilindrata del campionato Spagnolo dove vince il titolo.
Nel motomondiale 2000 passa alla classe 250 e concludere al 37º posto. Le ultima gare nel motomondiale sono nel 2001 dove finisce venticinquesimo. Nella stagione 2002 passa al campionato mondiale Superbike alla guida di una Honda VTR 1000 SP1 del team White Endurance, correndo 2 gran premi (4 gare) come pilota sostitutivo. Termina la stagione al quarantesimo posto della graduatoria piloti ottenendo solo un punto frutto del quindicesimo posto in gara 1 al gran premio d'Olanda ad Assen.

## Risultati in gara

### Motomondiale
| 1997 | Classe | Moto    |  |  |     |  |  |  |  |  |  |  |  |  |  |  |  |  | Punti | Pos. |
| ---- | ------ | ------- |  |  | --- |  |  |  |  |  |  |  |  |  |  |  |  |  | ----- | ---- |
| 1997 | 125    | Aprilia |  |  | Rit |  |  |  |  |  |  |  |  |  |  |  |  |  | 0     |      |

| 1998 | Classe | Moto    |  |  |    |    |    |     |    |     |     |     |     |  |     |     |  |  | Punti | Pos. |
| ---- | ------ | ------- |  |  | -- | -- | -- | --- | -- | --- | --- | --- | --- |  | --- | --- |  |  | ----- | ---- |
| 1998 | 125    | Aprilia |  |  | 19 | 16 | 13 | Rit | 20 | Rit | Rit | Rit | Rit |  | Rit | Rit |  |  | 3     | 26º  |

| 1999 | Classe | Moto    |   |     |   |    |    |     |    |    |    |    |    |     |   |    |    |     | Punti | Pos. |
| ---- | ------ | ------- | - | --- | - | -- | -- | --- | -- | -- | -- | -- | -- | --- | - | -- | -- | --- | ----- | ---- |
| 1999 | 125    | Aprilia | 5 | Rit | 6 | 14 | 12 | Rit | 17 | 15 | 16 | 17 | 18 | Rit | 7 | 10 | 12 | Rit | 47    | 16º  |

| 2000 | Classe | Moto    |  |  |  |    |  |  |    |  |  |    |     |     |     |    |    |     | Punti | Pos. |
| ---- | ------ | ------- |  |  |  | -- |  |  | -- |  |  | -- | --- | --- | --- | -- | -- | --- | ----- | ---- |
| 2000 | 250    | Aprilia |  |  |  | 22 |  |  | 14 |  |  | 26 | Rit | Rit | Rit | 21 | NP | Rit | 2     | 37º  |

| 2001 | Classe | Moto    |    |    |    |     |    |     |   |     |    |    |    |    |     |    |    |  | Punti | Pos. |
| ---- | ------ | ------- | -- | -- | -- | --- | -- | --- | - | --- | -- | -- | -- | -- | --- | -- | -- |  | ----- | ---- |
| 2001 | 250    | Aprilia | 18 | 16 | 17 | Rit | 15 | Rit | 9 | Rit | 13 | 22 | 15 | 18 | Rit | 15 | 19 |  | 13    | 25º  |

| Legenda | 1º posto        | 2º posto            | 3º posto            | A punti      | Senza punti        | Grassetto – Pole position Corsivo – Giro più veloce |
| Legenda | Gara non valida | Non qual./Non part. | Ritirato/Non class. | Squalificato | '-' Dato non disp. | Grassetto – Pole position Corsivo – Giro più veloce |

### Campionato mondiale Superbike
| 2002 | Moto  |  |  |  |  |  |  |  |  |  |  |  |  |  |  |  |  |  |  |  |  |  |  |    |     |     |    | Punti | Pos. |
| ---- | ----- |  |  |  |  |  |  |  |  |  |  |  |  |  |  |  |  |  |  |  |  |  |  | -- | --- | --- | -- | ----- | ---- |
| 2002 | Honda |  |  |  |  |  |  |  |  |  |  |  |  |  |  |  |  |  |  |  |  |  |  | 15 | Rit | Rit | 18 | 1     | 40º  |

| Legenda | 1º posto        | 2º posto            | 3º posto           | A punti      | Senza punti        | Grassetto – Pole position Corsivo – Giro più veloce |
| Legenda | Gara non valida | Non qual./Non part. | Ritirato/Non class | Squalificato | '-' Dato non disp. | Grassetto – Pole position Corsivo – Giro più veloce |